# Abane Ramdane
Abane Ramdane (Azouza, 10 giugno 1920 – Tétouan, 27 dicembre 1957) è stato un rivoluzionario e politico algerino.
È ricordato soprattutto come uno dei protagonisti della guerra d'Algeria.

## Biografia
Nato nel 1920 in una famiglia di modeste condizioni, riuscì a frequentare gli studi superiori e conseguì il baccalauréat (la maturità) nel 1941, cosa che all'epoca riusciva a ben pochi "indigeni". Agli inizi della seconda guerra mondiale compì il servizio militare nell'esercito francese col grado di sergente.
Nel 1943 entrò a far parte del Partito del Popolo Algerino (PPA) e in seguito dell'Organisation Spéciale (Organizzazione Speciale, OS, struttura militare segreta). Arrestato nel 1951, fu condannato a 6 anni di prigione. Dal carcere non cessò comunque di organizzare una serie di scioperi. Appena liberato, nel 1955, si unì al Fronte di Liberazione Nazionale (FLN), dove acquisì subito una posizione di leader.
S'impegnò a tracciare le linee guida del movimento rivoluzionario, e si adoperò per la realizzazione del Congresso della Soummam (agosto 1956). La visione che cercò di fare accettare agli altri leader della rivoluzione era quella di un futuro Stato indipendente in cui l'elemento politico prevalesse sull'elemento militare. Uno Stato dotato di pluralismo politico e linguistico. Il Congresso adottò la "piattaforma della Soummam", in cui
- si definivano con chiarezza gli scopi della guerra («lo scopo da conseguire è l'indipendenza nazionale. Il mezzo per farlo è la rivoluzione, mediante la distruzione del regime colonialista»)
- si fissavano le condizioni dei negoziati di pace (con l'FLN come unico rappresentante del popolo algerino)
- veniva elaborata la strategia della lotta armata:
  - primato del politico sul militare
  - primato dell'interno sull'esterno
  - divisione del territorio in sei wilaya (regioni militari)
  - creazione di un "Consiglio Nazionale della Rivoluzione Algerina" (CNRA) e di un "Comitato di Coordinamento e di Esecuzione" (CCE)

Abane era un politico profondo e raffinato, ma il suo modo di esprimersi con franchezza e il suo buon livello d'istruzione gli valsero non poche inimicizie. Vittima delle lotte interne al FLN tra i colonnelli, che parteggiavano per il potere militare, e i difensori del primato accordato alla politica, venne isolato e attirato in una trappola in Marocco. Su ordine dei "colonnelli" del CCE, e precisamente Lakhdar Ben Tobbal, Abdelhafid Boussouf e Belkacem Krim, Abane venne segretamente giustiziato il 27 dicembre 1957. Belkacem Krim negherà in seguito di avere approvato il progetto di liquidazione di Abane.
Il 29 maggio 1960, il quotidiano del FLN el Moudjahid annunciò in poche righe la morte in combattimento di Abane Ramdane. La verità venne conosciuta solo dopo la fine della guerra, grazie ad un'inchiesta condotta dal giornalista Yves Courrière.
La perdita del più politico tra i rivoluzionari algerini fu gravida di conseguenze per lo Stato che si venne costituendo all'atto dell'indipendenza: infatti prevalsero le forze dell'esterno (ideologicamente subalterne all'Egitto di Nasser), il potere fu preso dai militari (che di fatto lo detengono tuttora, anche se ufficialmente gli ultimi presidenti sono dei "civili"), e fu fatta la scelta del partito unico (fino al 1989) e di un monolitismo linguistico e culturale che per decenni ha marginalizzato gli Algerini berberi non arabofoni.
Alla memoria di Abane Ramdane è intitolato l'Aeroporto di Béjaïa-Soummam.